# Santa Maria (Rio Grande do Norte)
Santa Maria is een gemeente in de Braziliaanse deelstaat Rio Grande do Norte. De gemeente telt 4.915 inwoners (schatting 2009).